# مچر
مچر، روستایی است از توابع بخش مرزن‌آباد شهرستان چالوس در استان مازندران ایران.

## جمعیت
این روستا در دهستان کوهستان (چالوس) قرار دارد و براساس سرشماری مرکز آمار ایران در سال ۱۳۸۵، جمعیت آن ۳۵ نفر (۱۰خانوار) بوده‌است. مردم مچر از قومیت طبری هستند. مردم مچر به زبان طبری با گویش چالوسی سخن می‌گویند.